# Tony Morley
William Anthony „Tony“ Morley (* 26. August 1954 in Ormskirk) ist ein ehemaliger englischer Fußballspieler. Der sechsfache englische Nationalspieler kam für eine Reihe von Klubs in der Football League zum Einsatz, wobei er vor allem bei Aston Villa mit einem englischen Meister- und einem europäischen Landesmeistertitel zu Beginn der 1980er Jahre seine erfolgreichste Zeit hatte.

## Sportlicher Werdegang

### Vereinskarriere
Morley war zunächst in seiner Region im Schulsport aktiv und fiel dort durch sein überdurchschnittliches Talent auf. Von der körperlichen Statur eher schmächtig zeigte er sich vor allem fußballtechnisch begabt und Scouts mehrerer Vereine beobachten ihn. Die Wahl fiel im Juli 1969 schließlich auf Preston North End. Bevor er drei Jahre später im August 1972 seinen ersten Profivertrag unterschrieb, hatte er deutlich an seiner körperlichen Robustheit gearbeitet, die ihn dazu befähigte, bereits im Alter von 18 Jahren in der Saison 1972/73 zu ersten Zweitligaeinsätzen in der ersten Mannschaft zu kommen. Als in der folgenden Saison 1973/74 Bobby Charlton das Traineramt in Deepdale übernahm, gehörte Morley zunächst zu den Profiteuren von Charltons Umbaumaßnahmen in der Mannschaft. Als sich der Klub jedoch erneut im Abstiegskampf verstrickte, fand sich der noch unerfahrene Morley wieder häufiger auf der Ersatzbank oder gar in der Reservemannschaft wieder. Preston stieg am Ende der Spielzeit ab, aber in der drittklassigen Third Division gelang dem klein gewachsenen Morley letztlich der Durchbruch. Dabei war es vor allem die Mixtur aus Beidfüßigkeit, Zweikampfstärke, Antrittsschnelligkeit und Torgefährlichkeit, die ihn von „normalen Drittligaspielern“ unterschied. Während dieser Zeit spielte er gar in der englischen U23-Auswahl und erhielt ein Angebot für einen Wechsel zum FC Arsenal, das PNE jedoch abschlägig behandelte.
Im Februar 1976 zog es ihn schließlich auf die andere Seite der Grafschaft Lancashire zum FC Burnley. Obwohl Burnley zu diesem Zeitpunkt in der obersten englischen Spielklasse agierte, war der Wechsel angesichts der bekannten Avancen des FC Arsenal etwas überraschend, aber Morley fürchtete die unsichere Karriereperspektive bei den „Gunners“, wo ihm dauerhafte Einsätze zweifelhaft erschienen. In sportlicher Hinsicht stellte sich der Wechsel zum FC Burnley aber enttäuschend dar. Nur wenige Monate später stieg der Verein in die zweitklassige Second Division ab und auch Morleys Form litt deutlich. Zwar war er Stammspieler in Turf Moor, aber die Treffsicherheit schien ihm dort abhandengekommen zu sein und bis zum Ende der Saison 1978/79 schoss Morley in 91 Ligaspielen gerade einmal fünf Tore. Zudem belegte er mit seiner Mannschaft in drei Jahren jeweils nur unterdurchschnittliche Mittelfeldplätze in der Second Division. Morley wirkte in mehrerer Hinsicht als Fremdkörper in der Mannschaft. Der oft extravagante Spieler, der in jungen Jahren mit seinen langen Haaren bereits als legitimer Nachfolger von George Best gehandelt wurde, fand sich in der „Provinz“ nicht zurecht.

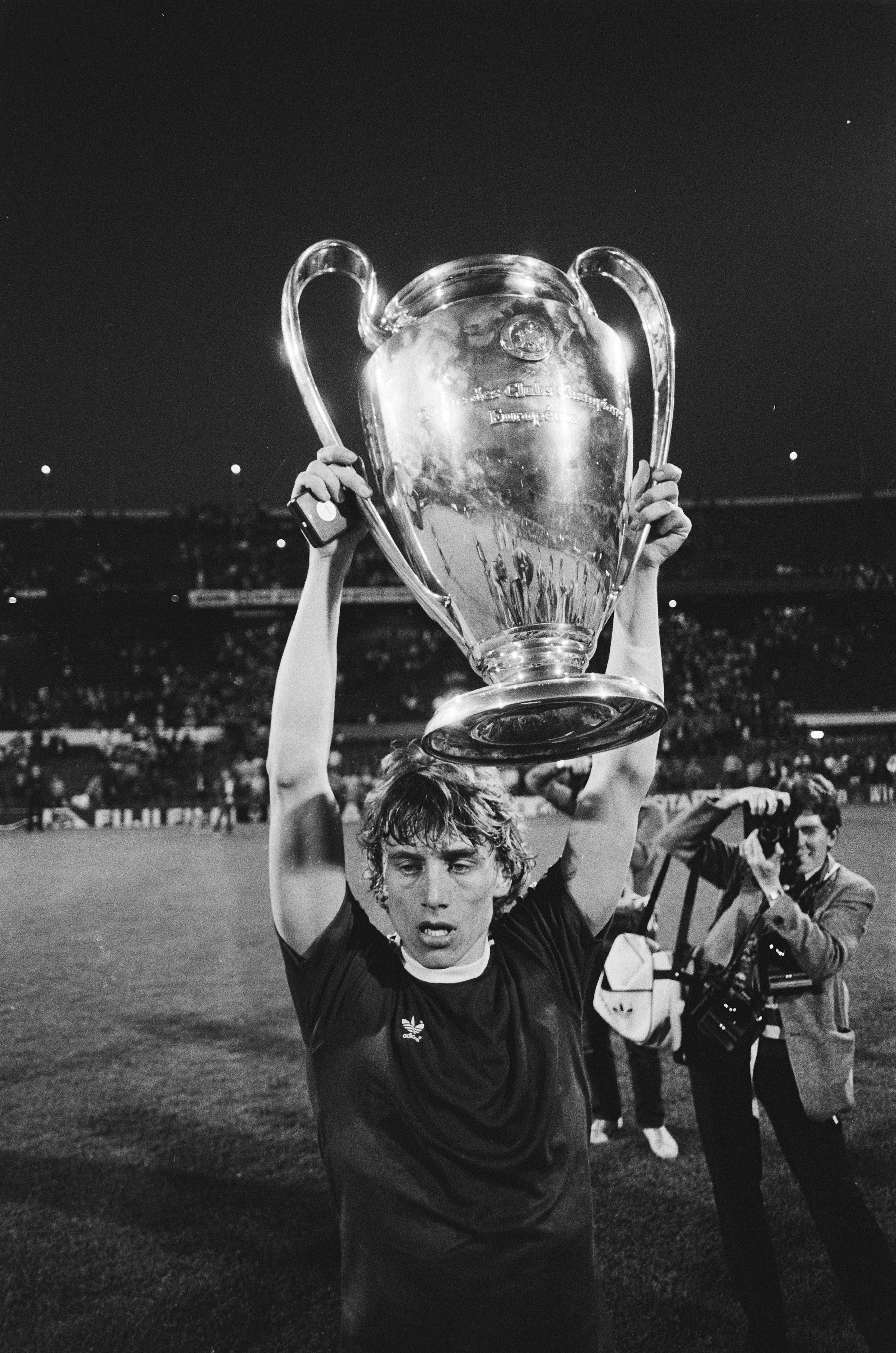
Tony Morley mit dem Pokal nach dem Finalsieg im Europapokal der Landesmeister gegen den FC Bayern München, 1982

Für eine Ablösesumme von 200.000 Pfund wechselte Morley im Juni 1979 zu Aston Villa und somit auch zurück in die First Division. In Birmingham gelang dem trickreichen Flügelspieler nach einer verletzungsgeplagten Saison 1979/80 der Durchbruch und aus dem „schlampigen Genie“, als das er bis zu diesem Zeitpunkt häufig angesehen wurde, entwickelte sich in den nun folgenden zwei Spielzeiten unter Trainer Ron Saunders einer der gefährlichsten Spieler für die gegnerischen Abwehrreihen. Er war maßgeblich am Gewinn der englischen Meisterschaft in der Spielzeit 1980/81 beteiligt und kam in allen Ligaspielen zum Einsatz. Hinter dem erfolgreichen Sturmduo Peter Withe und Gary Shaw, das gemeinsam 38 Treffer erzielte, verbuchte Morley weitere zehn Tore. Dazu zählte auch ein Treffer gegen den FC Everton im Goodison Park, das als „Tor der Saison 1980/81“ ausgezeichnet wurde. In der Spielzeit 1981/82 präsentierte sich Morley mit Aston Villa auch auf der europäischen Bühne in guter Form. Mit seinem Dribbling und der anschließenden Flanke sorgte er für die Vorbereitung zum entscheidenden 1:0-Siegtreffer gegen den FC Bayern München von Peter Withe im Endspiel des europäischen Landesmeisterwettbewerbs. Nach diesem großen Erfolg zeigte Morleys Leistungskurve aber wieder deutlich abwärts. Der europäische Supercup und das nochmalige Erreichen des Viertelfinals im Europapokal der Landesmeister waren die letzten Höhepunkte bei Aston Villa. Morley verlor seinen Stammplatz an Mark Walters und für nur noch 75.000 Pfund gab ihn Villa im Dezember 1983 an den Lokalrivalen West Bromwich Albion ab.
Bei WBA wurde Morley auch nicht glücklich. Im Abstiegskampf musste er bei den neuen Fans häufig als Sündenbock herhalten und im November 1984 liehen ihn die „Baggies“ kurzzeitig an Birmingham City in die zweite Liga aus. Nach Auslandsstationen bei Seiko SA in Hongkong und dem FC Den Haag in den Niederlanden – ein letzter Erfolg war 1987 die Finalteilnahme im niederländischen Pokal – kehrte Morley zum Zweitligisten WBA zurück, wo er unter seinem ehemaligen Ziehvater Ron Saunders ein weiteres Mal zum Einsatz kam. Einer kurzen Ausleihe beim FC Burnley, das mittlerweile nur noch viertklassig spielte, folgte ein Engagement bei den Tampa Bay Rowdies in den Vereinigten Staaten. Dort und bei den Ħamrun Spartans ließ Morley seine sportliche Laufbahn ausklingen.

### Nationalmannschaft
Morley absolvierte während seiner erfolgreichen Zeit bei Aston Villa sechs Länderspiele für England. Dabei war vor allem sein erster Kurzeinsatz am 18. November 1981 als Einwechselspieler für Steve Coppell beim 1:0-Sieg gegen Ungarn, durch den sich die englische Auswahl für die WM 1982 in Spanien qualifizierte, vielversprechend. Etwas überraschend berief ihn Trainer Ron Greenwood jedoch nicht in den Kader für das Turnier selbst. Als Bobby Robson nach der Weltmeisterschaft neuer sportlicher Leiter der „Three Lions“ wurde, bestritt Morley das erste Spiel unter der neuen Führung gegen Dänemark, das im September 1982 mit einem 2:2 endete. Morleys anschließendes sechstes Länderspiel beim 3:0-Sieg gegen Griechenland war am 17. November 1982 bereits sein letztes.

## Erfolge
- Europapokalsieger der Landesmeister: 1982
- Europäischer Supercup-Sieger: 1982
- Englischer Meister: 1981